# Rhinella proboscidea
Rhinella proboscidea es una especie de anfibio anuro de la familia Bufonidae. Es endémica de la cuenca amazónica, entre Perú y Brasil; quizá también en Ecuador y Colombia. Su hábitat natural incluye bosques secos tropicales o subtropicales y ríos.